# Empresa recuperada

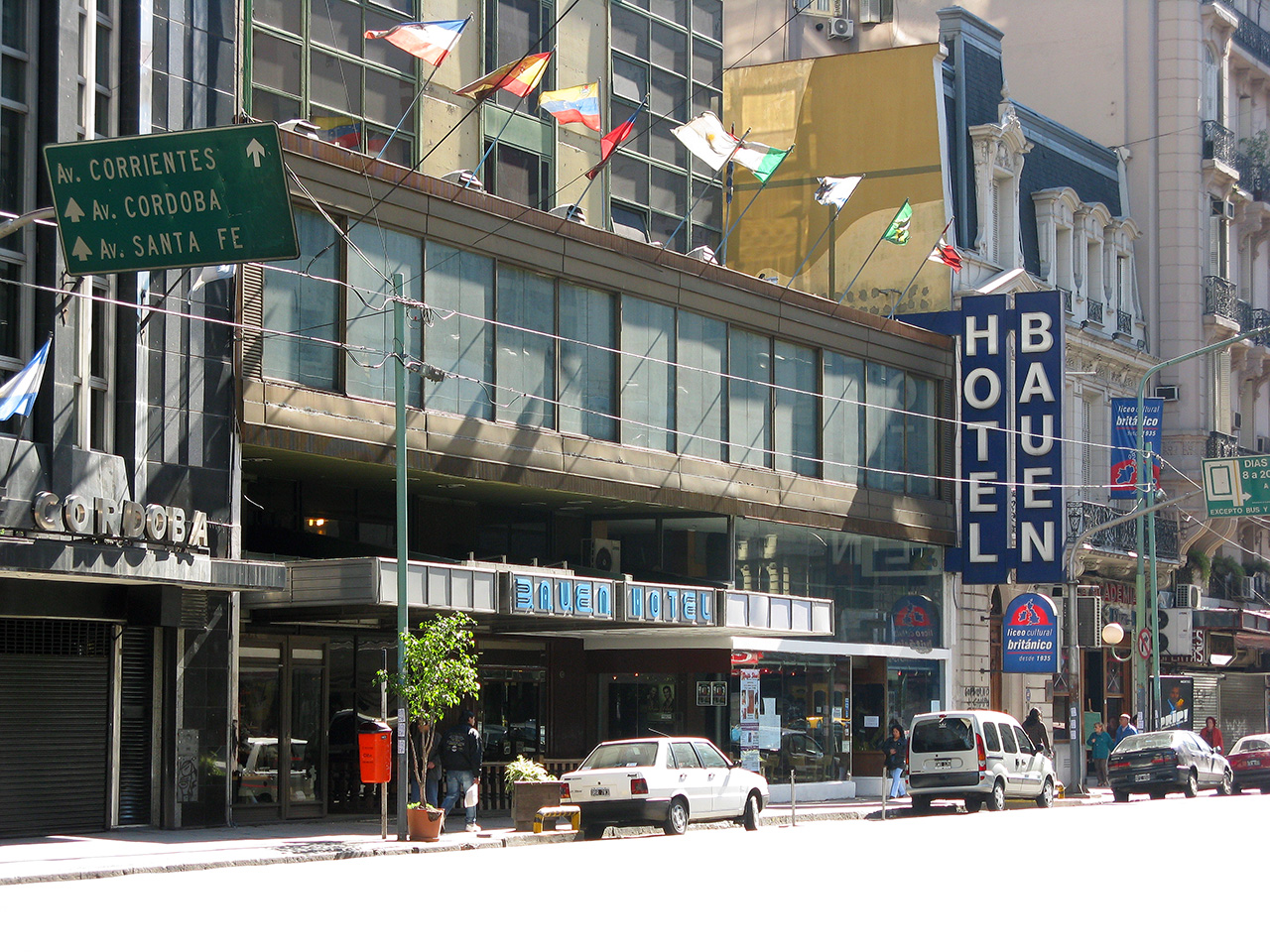
Hotel Bauen. Una de las empresas recuperadas de Argentina.

El movimiento de empresas recuperadas es una forma de gestión organizacional en la cual los trabajadores dirigen el proceso de producción luego de un conflicto con la gerencia o su retirada en situación de crisis. En algunas ocasiones es llamada fábrica recuperada, puesto que son representativas de éste movimiento del sector industrial. Cabe aclarar en este punto que la situación de la propiedad de la fábrica o empresa debe resolverse por vía judicial y muchas veces no es un trámite fácil de resolver ni tampoco que quede exento de litigios, ya sean laborales, económicos, legales o de formas. 
La recuperación de las empresas es una estrategia emergente que utilizan los empleados de una fábrica o industria para evitar la desocupación frente a una crisis capitalista.

## Historia
La acción de tomar empresas y hacerlas producir por parte de los trabajadores de estas, haciendo a un lado a los patrones, tiene precedentes notables en las ocupaciones de fábricas de Italia de la década de 1920, o en la tomas de fábricas a partir del mayo francés.
En octubre de 2005 tuvo lugar el primer Encuentro Latinoamericano de Empresas Recuperadas en Caracas, Venezuela, con representantes de 263 compañías de diferentes países protagonistas de situaciones económicas y sociales similares. El encuentro tuvo como principal acuerdo el Compromiso de Caracas, un texto reivindicativo del movimiento.

## Causas y consecuencias
Los altos niveles de desempleo, el empobrecimiento de amplias capas de la sociedad, la poca respuesta del movimiento sindical y las escasas perspectivas de cambio, fueron definiendo un escenario ante el cual, muchas de las organizaciones sociales desplegaron estrategias ligadas a formas de acción directa que reconfiguraron su relación con el resto de los actores habilitando nuevos sujetos, nuevas subjetividades. En este contexto de crisis surgen las primeras recuperaciones de fábricas y empresas por parte de los trabajadores. Frente a esta situación, la estrategia de la recuperación se presenta como una alternativa para mantener la fuente laboral entre el conjunto de los trabajadores que se ven desempleados y frente a un escenario altamente desfavorable. La situación era vivida por sus protagonistas como la “última oportunidad” para evitar caer en un tipo de desocupación, que dadas las características de la crisis y la ausencia en Argentina de seguro de desempleo, ponía a dichos trabajadores y sus familias en una situación límite.

## Situación por país

### Argentina

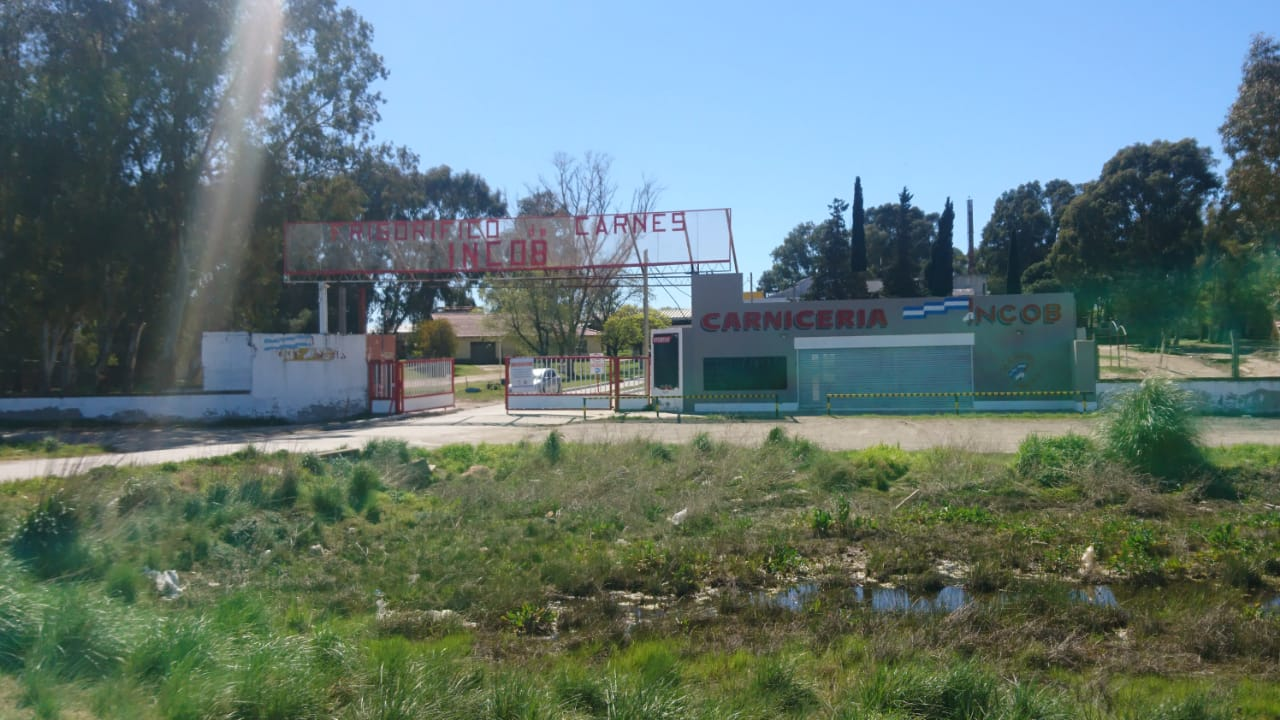
Frigorífico Incob (Industria Nacional de la Carne Obrera). Cooperativa de trabajo.

Contemporáneamente son las empresas recuperadas argentinas las más representativas de esta acción, principalmente luego de la crisis de diciembre de 2001 y también por la duración de la gestión obrera. Dentro del amplio movimiento de empresas recuperadas hay también tendencias. En la Argentina encontramos al Movimiento Nacional de Fábricas Recuperadas y al Movimiento Nacional de Empresas Recuperadas, además de grupos sin filiación. Las ERT (Empresas Recuperadas por sus Trabajadores) se muestran como estrategia válida con más de una década de experiencia sostenida que crece en distintas partes del país (Neuquén, Córdoba, Buenos Aires, Santa Fe, entre otras). Algunas ERT son: FaSinPat, Fábrica Brukman, Hotel BAUEN, Chilavert, IMPA (Industrias Metalúrgicas y Plásticas Argentina), Maderera Córdoba y Cooperativa Textil Patagonia en Trelew, Frigorífico INCOB (Industria de la Carne Obrera) de la ciudad de Bahía Blanca. El Frigorífico Incob se trata de una cooperativa de trabajo que nace luego de la quiebra del Frigorífico Paloni en el año 2003 en la ciudad de Bahía Blanca y comienza a ser gestionada por los propios trabajadores para mantener la fuente laboral. No fue ni es fácil la gestión de una cooperativa de trabajo, el camino es largo, la gestión de fondos y deudas, de proveedores, de créditos, de la personería jurídica, de la administración, de la organización propia del trabajo, entre otros trámites administrativos representan obstáculos y dificultades que se deben ir resolviendo para lograr los nuevos objetivos cooperativos.

### Puerto Rico
En Puerto Rico, el fenómeno de las empresas recuperadas tiene como origen el cierre de las empresas subsidiarias de multinacionales, la mayoría de ellas dedicadas a la manufactura. Como consecuencia lógica los cierres generan despidos masivos y crisis en las regiones donde se halla ubicada la empresa. La recuperación puede comprender desde la organización del grupo de desempleados para generar una empresa nueva que absorba la mano de obra cesante, que incursione en el mismo mercado que la empresa original u otro similar, hasta la compra del negocio anterior (pasivos, activos, clientes, maquinaria) inclusive. Las cooperativas de trabajo asociado y las corporaciones especiales propiedad de trabajadores  son las figuras legales típicas bajo las cuales se organiza la nueva empresa. El cierre de las empresas subsidiarias por la matriz no se debe a la falta de viabilidad del negocio. En la mayoría de los casos responde a estrategias de minimización de los costos asociados a la producción, tales como la mano de obra, los cuales encuentran más favorables en otros países, especialmente en Latinoamérica y Asia. La característica de ser "recuperada" repercute en que las etapas de planificación e implantación de la nueva empresa se fusionen y acorten en comparación con el ciclo de vida tradicional de un nuevo negocio. La evaluación de la viabilidad de la empresa se facilita, de hecho en estos casos juega un papel primordial la capacidad de negociación y autogestión de los implicados. El inicio de la etapa productiva se hace inminente dado que apremia el interés de los trabajadores por recuperar sus ingresos rápidamente.

### Uruguay
Para el especialista Juan Pablo Martí de Uruguay, actualmente se estiman entre veinte y treinta las empresas recuperadas en este país. Si bien en términos cuantitativos esta cantidad no es significativa, la originalidad del fenómeno y su capacidad para dar respuesta al desempleo lo tornan relevante.
En Uruguay pueden encontrarse casos de empresas recuperadas por los trabajadores bajo la forma de cooperativas de trabajo hace cincuenta años, por ejemplo el Molino Caorsi Archivado el 2 de junio de 2020 en Wayback Machine. de Tacuarembó. También hubo empresas recuperadas por los trabajadores a mediados de la década de los ’80, como por ejemplo UCAR. Hacia finales de los noventa y comienzos del nuevo milenio este fenómeno vuelve a cobrar fuerza. En estos años se registran una serie de casos en los que los trabajadores, para enfrentar el cierre de sus fuentes de trabajo, recuperan la empresa y la ponen en marcha generalmente bajo la modalidad de cooperativas de trabajo. 
La recuperación de empresas es una de las modalidades que da origen a las  cooperativas de trabajo. El mismo concepto de empresa recuperada se presta a debates y discusiones. En efecto, lo que en principio puede resultar un concepto relativamente claro que da cuenta del hecho de que un conjunto de trabajadores reactivan una unidad productiva que anteriormente era gestionada convencionalmente, adquiere complejidad a medida que se analizan las experiencias. La puesta en marcha de la unidad productiva puede abarcar diferentes situaciones dentro del amplio concepto de empresas recuperadas, pasando por la conservación de la figura jurídica o las maquinarias, hasta la recuperación de un conjunto de saberes adquiridos.   
Los estudios muestran que los trabajadores, ante una situación límite como el cierre de la empresa, buscan una solución que evite la pérdida del empleo en un contexto recesivo y un mercado laboral saturado. Los trabajadores se resisten a aceptar el cierre de la empresa y se plantean luchar para evitar la pérdida de la fuente de trabajo. En muchos casos, ello implicó asumir nuevas responsabilidades: además de las tareas que desarrollaban en el proceso productivo, debieron hacerse cargo de tareas administrativas e inclusive de la limpieza y el mantenimiento de la planta, y desplegar nuevas lógicas de acción.  
- Se mantienen vigentes un conjunto de saberes y calificaciones laborales que traen los trabajadores que de no existir estas experiencias se perderían.

- En muchos casos se constata el mantenimiento del valor –incluso la revalorización, el caso de FUNSA es un ejemplo- de activos fijos que se encuentran estancados, disminuyendo su valor, cuando no perdidos totalmente.
- Se recupera un espacio de inclusión social inmejorable como lo es el trabajo y los espacios de socialización que estas experiencias implican. El trabajo recupera centralidad en la vida del trabajador, contribuyendo al sostenimiento y aumento de la autoestima.
- Genera procesos de creatividad individual y colectiva que permiten hacer sostenibles a las empresas.
- Permite el ejercicio de nuevos roles por parte de los trabajadores que deben asumir nuevas responsabilidades que antes eran desconocidas o consideradas no accesibles.

### Paraguay
En Paraguay, actualmente se tienen dos experiencias con éxito de empresas recuperadas; ambas surgidas casi en simultáneo luego de la gran crisis económica de finales de la década de los 90. Coincidentemente ambas son industrias del rubro de la producción de materiales cerámicos para la construcción. Una de ellas adoptó el formato de Cooperativa de Trabajo y la otra una Sociedad Anónima; es el caso de la Cooperativa de Trabajo Cerro Guy Ltda. y la Cerámica Itauguá S.A.
En el caso de Cerro Guy son cerca de 150 trabajadores sindicalizados que asumieron el control de la fábrica, luego de que la patronal se declarara en quiebra debido a abultadas deudas con el personal, el seguro social, energía eléctrica y otros.
Cerámica Itauguá, logró mantener a flote la empresa mediante la autogestión de 87 extrabajadores sindicalizados que formaron una Sociedad Anónima que es la que actualmente maneja el 100% de las acciones de la empresa regidos por un sistema de control democrático.
En Misiones 
según el diario que más se lee denominado "EL Territorio" una de las segundas empresas recuperadas donde el gobierno provincial les otorgó un subsidio de 200 mil pesos, “no teníamos nada, apenas para comer, pero entendimos que debíamos invertir en las maquinarias que estaban rotas, arreglar, comprar repuestos a las máquinas importantes que habían dejado de funcionar. Eso fue nuestro mejor acierto”, expresó Guillermo Morel, uno de los referentes del Cooperativa Amanecer. Actualmente la fábrica trabaja normalmente, con más de 40 empleados en turnos de ocho horas, durante toda la jornada, de lunes a viernes.
Comenzaron con el armado de fenólicos (tableros compensados), ahora producen láminas de rollo de diversas especies y espesores, que son vendidas a una empresa local.
“Estamos muy bien, mantenemos la fuente de trabajo”, agregó Lidio Robaldo. Los socios trabajan en forma tranquila, tomándose el tiempo necesario, “es muy difícil mantener una fábrica de esta magnitud, pero somos conscientes, todos somos responsables. Al comienzo se nos hizo muy complicado, pero fuimos aprendiendo, buscamos asesores, hoy se nos hace más fácil”, dijo Morel.
El objetivo es continuar trabajando y para el futuro la idea es implementar otro rubro “para crear más fuentes de trabajo”.
Muchas personas en forma diaria solicitan trabajo a la cooperativa, “hay desocupación en la zona, incluso estudiantes vienen a trabajar, nosotros se lo damos porque entendemos las necesidades”, señaló Morel. Los trabajadores recuerdan que al comienzo mucha gente señalaba que la cooperativa no iba a funcionar. “Una fábrica que presentaba quiebra, era muy difícil sacar adelante, no nos tenían fe, que íbamos a fracasar, que era una mala idea nuestra. Hoy demostramos que no es así”, dijo  un aliviado y orgulloso Robaldo.